# Judo-Grand-Slam-Turnier in Düsseldorf
Das Grand-Slam-Turnier in Düsseldorf war ein Judo-Turnier in Düsseldorf. Es war das einzige Judo-Grand-Slam-Turnier in Deutschland.
2010 wurde erstmals das Grand-Prix-Turnier in Düsseldorf ausgetragen, es war das Nachfolgeturnier des Hamburger Grand-Prix-Turniers. 2018 wurde die Veranstaltung zum Grand-Slam-Wettbewerb aufgewertet. 2021 fand wegen der Covid-19-Pandemie kein Grand-Slam-Turnier in Düsseldorf statt. 2022 war die Austragung im Juni geplant, wurde aber frühzeitig abgesagt.

## Siegerliste des Turniers 2018
Das erste Grand-Slam-Turnier in Düsseldorf fand vom 23. bis zum 25. Februar 2018 im ISS Dome statt.
| Gewichtsklasse     | Männer              | Frauen              |
| ------------------ | ------------------- | ------------------- |
| Superleichtgewicht | Ryūju Nagayama      | Darja Bilodid       |
| Halbleichtgewicht  | Kenzo Tagawa        | Ai Shishime         |
| Leichtgewicht      | Shōhei Ōno          | Nekoda Smythe-Davis |
| Halbmittelgewicht  | Saeid Mollaei       | Andreja Leški       |
| Mittelgewicht      | Michail Igolnikow   | Yōko Ōno            |
| Halbschwergewicht  | Warlam Liparteliani | Ruika Satō          |
| Schwergewicht      | kein Sieger         | Sarah Asahina       |

## Siegerliste des Turniers 2019
Das zweite Grand-Slam-Turnier in Düsseldorf fand vom 22. Februar bis 24. Februar 2019 im ISS Dome statt.
| Gewichtsklasse     | Männer             | Frauen            |
| ------------------ | ------------------ | ----------------- |
| Superleichtgewicht | Ryūju Nagayama     | Funa Tonaki       |
| Halbleichtgewicht  | Joshiro Maruyama   | Majlinda Kelmendi |
| Leichtgewicht      | Shōhei Ōno         | Tsukasa Yoshida   |
| Halbmittelgewicht  | Sōtarō Fujiwara    | Miku Tashiro      |
| Mittelgewicht      | Mammadali Mehdiyev | Sally Conway      |
| Halbschwergewicht  | Kentaro Iida       | Mayra Aguiar      |
| Schwergewicht      | Hisayoshi Harasawa | Idalys Ortíz      |

## Siegerliste des Turniers 2020
Das dritte Grand-Slam-Turnier in Düsseldorf fand vom 21. Februar bis zum 23. Februar 2020 im ISS Dome statt.
| Gewichtsklasse     | Männer                 | Frauen           |
| ------------------ | ---------------------- | ---------------- |
| Superleichtgewicht | Naohisa Takato         | Shirine Boukli   |
| Halbleichtgewicht  | Hifumi Abe             | Uta Abe          |
| Leichtgewicht      | Shōhei Ōno             | Jessica Klimkait |
| Halbmittelgewicht  | Tato Grigalaschwili    | Miku Tashiro     |
| Mittelgewicht      | Davlat Bobonov         | Chizuru Arai     |
| Halbschwergewicht  | Muhammadkarim Xurramov | Shori Hamada     |
| Schwergewicht      | Guram Tuschischwili    | Sarah Asahina    |